# التصحر في السعودية
التصحر في السعودية هي ظاهرة عالمية تتعرض لها الأراضي السعودية الواقعة في المناطق القاحلة والجافة بسبب التغيرات المناخية، وقلة الأمطار، وارتفاع درجات الحرارة، وتناقص قدرة الإنتاج البيولوجي للأرض، تدهور خصوبتها، مما يؤدي بطبيعة الحال إلى انخفاض في إنتاج النباتات، وينجم عنها آثارًا اقتصادية واجتماعية وبيئية. وتعدُّ السعودية ضمن الأقاليم الجافة التي تتأثر من ارتفاع ظاهرة التصحر على كامل مناطقها باستثناء المدن الواقعة في جنوب البلاد، بسبب تعرّضها إلى كميات كبيرة من الأمطار.
وتغطي الغابات في السعودية 1% من إجمالي مساحتها، ويُعاني الغطاء النباتي فيها من خفض الإنتاج وتقلص التنوع الحيوي، ما أسهم في توسع ظاهرة التصحر. وأنشأت هيئة المساحة الجيولوجية السعودية برنامج «دراسات التصحر» لبحث مسبباته، والعمل على حصر الأراضي التي تعاني منه، وتقييمها، ورصد مدى امتداده عليها. وفي 2018 أطلقت وزارة البيئة والمياه والزراعة مبادرتين للتنمية المستدامة للغابات والمراعي، للمساعدة على مكافحة التصحر، بزراعة أربعة ملايين شجرة، وتوفير ستة ملايين شتلة، وإعادة تأهيل 60 ألف هكتار من أراضي المراعي.

## التعريف
هو تعرض الأرض للتدهور في المناطق القاحلة وشبه القاحلة والجافة شبه الرطبة، مما يؤدي إلى فقدان الحياة النباتية والتنوع الحيوي بها، ويؤدي ذلك إلى فقدان التربة الفوقية ثم فقدان قدرة الأرض على الإنتاج الزراعي ودعم الحياة الحيوانية والبشرية.[1][2][3]

## الأسباب
تعدُّ التغيرات المناخية والاستغلال المكثف للموارد الطبيعية أحد أهم أسباب التصحر، وهذا يشير إلى أن التصحر يتكون بناءً على تفاعلات وعلاقات معقدة بين عوامل طبيعية وحيوية، وبين عوامل سياسية واجتماعية وثقافية واقتصادية. ومن أسبابه أيضًا:
• قلة الأمطار.
• تكرار ظاهرة الجفاف.
• ارتفاع درجات الحرارة.
• زيادة النشاط السكاني.
• تدهور الغطاء النباتي نتيجة الرعي الجائر والتحطيب.
• الانجراف المائي وهبوب الرياح.
• الأساليب الزراعية الخاطئة التي تسبب تدهور الأراضي الزراعية.
وفقا لصحيفة الحياة، أرجعت الجمعية التعاونية لنبات اليسر والنباتات الصحراوية السعودية تدهور الغطاء النباتي الصحراوي في المملكة إلى التوسع في النمو العمراني، وزيادة الثروة الحيوانية، الذي ينعكس من تضخم عملية الرعي الجائر، وزيادة الطلب على الحطب، وبالتالي نمو عملية الاحتطاب، وأيضاً الزيادة السكانية، وارتفاع نسب امتلاك السيارات وتعرض المجتمعات النباتية لدهسها، إضافة إلى عدم الوعي البيئي لدى شرائح المجتمع، وعدم تكامل عمليات «الحمى» من الجهات المعنية، والظروف البيئية القاسية في بيئة الصحراء.
عندما بدأت الزراعة الحديثة المكثفة، كان هناك حوالي 500 كيلومتر مكعب من المياه تحت الصحراء السعودية. ولكن في السنوات الأخيرة، يقدر أن نحو 21 كيلومتراً مكعباً يتم ضخه إلى السطح سنويًا للاستخدام في المزارع. لا يتم تعويض هذه الكميات بالأمطار، لأنها شديدة الندرة. بناءً على دراسة أجريت عام 2004، كان السعوديون في طريقهم نحو استخدام ما لا يقل عن 96 ميلاً مكعباً (400 كيلومتر مكعب) من المياه الجوفية بحلول عام 2008. يقدر الخبراء أن أربعة أخماس المياه الجوفية السعودية قد استهلكت.
لا توجد أنهار أو بحيرات أو مناطق كبيرة من النباتات الطبيعية لأن هطول الأمطار ضئيل. على الرغم من ذلك، فمن خلال الواحات ومن ثم محطات تحلية المياه، وجد الشعب السعودي ما يكفي من المياه لدعم الحياة اليومية. لكن الجهود الوطنية الأخيرة نسبيا خلقت طلبا أكبر بكثير على الموارد المائية. تمتلك السعودية أعدادا كبيرة من أبقار الحليب التي تعد احتياجاتها من الشرب هائلة. يتم ضخ المياه التي تؤدي هذه الوظيفة من تحت سطح الأرض، من طبقات المياه الجوفية الممتلئة منذ آلاف السنين، عندما كان المناخ في المملكة العربية السعودية أكثر رطوبة. وفقا لناشيونال جيوجرافيك، «أعطت هذه المياه الجوفية في هذا المكان غير المحتمل للأمة الأمل في تحقيق هدفها الذي طال انتظاره وهو إطعام نفسها بدلاً من استيراد الغذاء من بلدان أخرى». ومع ذلك، فإن هذا الحل له عمر محدود. بسبب تناقص إمدادات المياه بمعدل سريع، فقد قررت الحكومة السعودية أن زراعة القمح ستستمر لبضع سنوات أخرى فقط. وتقوم البلاد الآن بتوجيه ثروتها الهائلة نحو شراء الأراضي وزراعة المحاصيل في دول أخرى. وتشمل تلك المناطق التي تم شراء أراضي بها جنوب غرب الولايات المتحدة والأرجنتين وتنزانيا والفلبين وإثيوبيا.

## آثاره
• الآثار البيئية: وتنتج عن تدهور التربة فقدان التنوع الحيوي، إضافة إلى العواصف الترابية وزحف الرمال، مما يسبب في تدني معدل الإنتاجية، وعدم قدرة الإنسان على التكيف مع تغير المناخ.
• الآثار الاقتصادية: يتسبب في قلة فرص العمل لانعدام فرص التطور الصناعي المرتبط بالمنتجات الزراعية، إضافةً إلى ضعف الإنتاج، ما يؤدي إلى تدني مستوى الدخل للفرد والدولة.
• الآثار الاجتماعية: يؤدي إلى الهجرة من القرى إلى المدن بسبب فقر الإنتاجات الزراعية، ويسبب ذلك مشاكل حضرية ناجمة عن زيادة في عدد السكان.

## دراسة مؤشرات التصحر
تعدّ السعودية من الأقاليم الجافة التي تتأثر من ارتفاع التصحر وآثاره، لذلك، تبدأ دراسة مؤشرات التصحر في السعودية بالتعرّف على الغطاء النباتي، وأسباب تدهور الأراضي وتربتها، إضافةً إلى إجراء الدراسات الهيدرولوجية والهيدروجيولوجية. وتهدف هذه الدراسة إلى تقييم صلاحية الأراضي، وتحديد المناطق المتعرضة للتصحر، ووضع الحلول المناسبة للحد من انتشارها. وفي 2018، نظمت السعودية فعالية عن الورشة الدولية لمكافحة التصحر، واستقطبت خلالها مجموعة من الخبراء والباحثين الدوليين المتخصصين في مجال البيئة، لبحث أفضل الحلول لمحاربة التصحر.